# Вийрес, Антс
Антс Ви́йрес (эст. Ants Viires), до 28 февраля 1938 года Антс Ве́бер (эст. Ants Veber; 23 декабря 1918, Тарту — 18 марта 2015) — эстонский этнолог. Ведущая фигура этнологических исследований в Эстонии.

## Биография

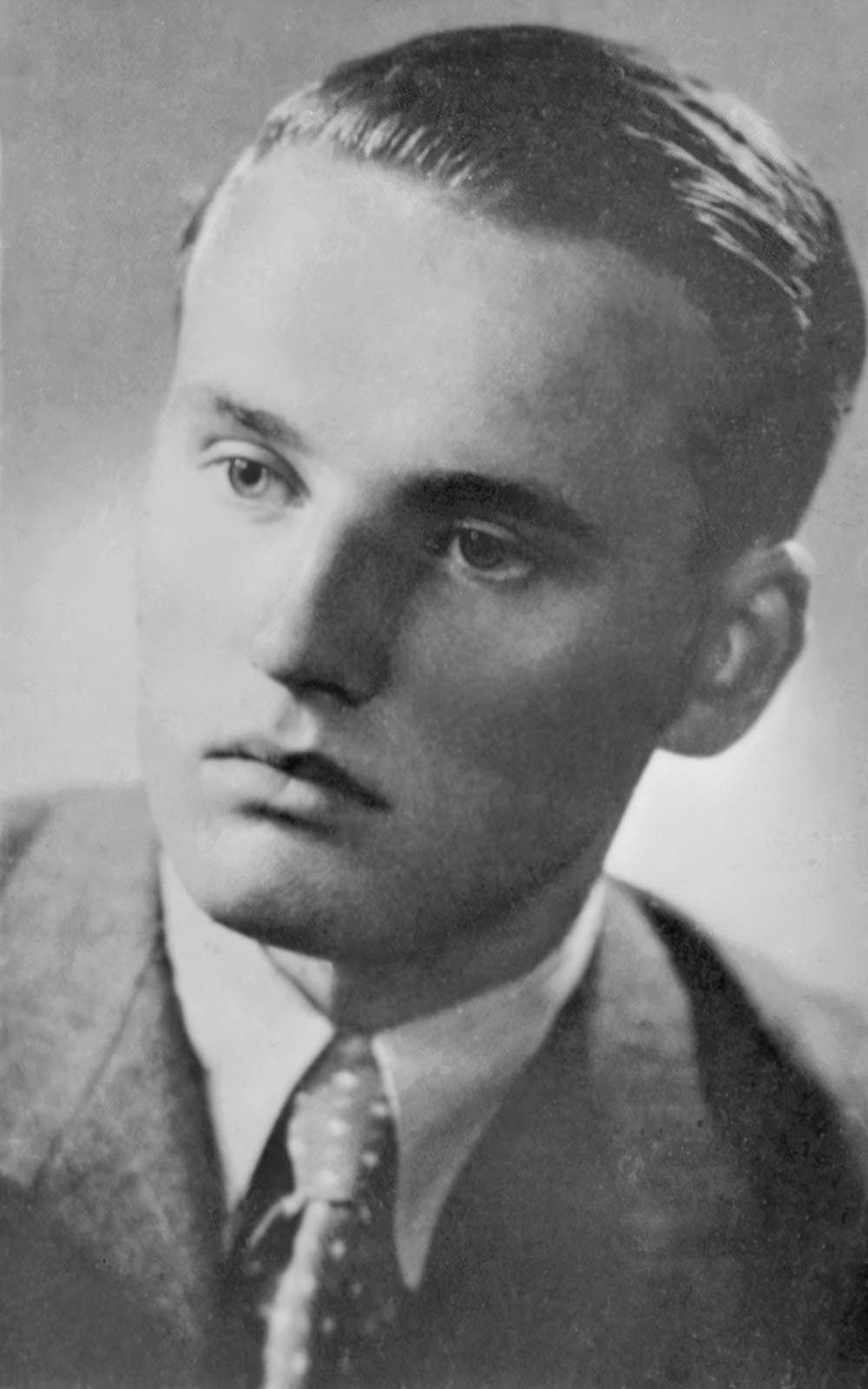
Антс Вебер примерно в 1935 году

Родился в Тарту 23 декабря 1918 года. В родном городе окончил гимназию Хуго Треффнера в 1937 году, после чего изучал эстонский язык и литературу, английскую филологию и фольклор в Тартуском университете (с 1937 по 1945 год). Лекции, читаемые в период с 1939 по 1944 год профессором Густавом Рянком, пробудили интерес к этнологии у Вийреса. Окончив университет в 1946 году со степенью магистра, Вийрес одновременно преподавал этнографию (до 1949 года), занимался исследованиями в качестве аспиранта и работал в Эстонском национальном музее, пережившем не лучшие времена в советские годы.
Во время нацистской оккупации Вийрес работал переводчиком в районной вспомогательной полиции, что оказало негативное влияние на его дальнейшую профессиональную деятельность. В период с 1952 по 1956 год он был вынужден работать школьным учителем и по другим профессиям вне академии наук из-за приостановления в 1949 году кафедры этнологии в Тартуском университете.
В честь 85-летия Антса Вийреса Институтом истории в Таллинне был организован международный конгресс на тему «Культура и традиции» в 2003 году.
Умер 18 марта 2015 года. Похоронен на Лесном кладбище Таллина.

## Научно-исследовательская деятельность
В 1955 году Антс Вийрес защитил кандидатскую диссертацию на тему «Эстонская народная деревообработка» (эст. «Eesti rahvapärane puutööndus»), став первым эстонским этнологом, который получил учёную степень в советский период. После этого Вийрес получил должность в Институте истории Академии наук Эстонской ССР, где работал исследователем в отделе археологии и этнографии под руководством Харри Моора. В 1961 году был назначен старшим научным сотрудником, с 1968 года — главным руководителем этнографической исследовательской группы. В 1977 году было основано отделение этнографии, а в 1983 — отделение культурной истории и этнографии; позже они трансформировались в самостоятельное отделение этнологии. До своего выхода на пенсию в 1998 году Антс Вийрес был руководителем этого отделения.
Область исследовательских интересов Вийреса охватывала широкий круг вопросов. В частности, его кандидатская диссертация была связана с эстонскими народными изделиями из дерева, докторская диссертация была посвящена изучению транспортных средств эстонского крестьянства. Впоследствии обе эти работы стали классикой эстонской этнологии и были многократно переизданы. Также Вийрес является автором ⅓ всех статей «Лексикона эстонской народной культуры» («Eesti rahvakultuuri leksikon», 2000, 2007). Тогда как в советское время этнологические исследования обычно вращались вокруг вопросов этногенеза, этнологи Эстонской ССР фокусировались на крестьянской культуре и её явлениях в историко-культурном и географическом контекстах; работы Вийреса очень характерны для этой «советско-эстонской школы». Он применял историко-географический метод Густава Рянка, своего учителя, отдавая предпочтение теме материальной культуры.
Помимо Густава Рянка на Вийреса также в определённой степени повлиял финский этнолог Ильмари Маннинен, учитель Рянка, чей историко-артефактно-ориентированный исследовательский подход даёт о себе знать в работах Вийреса. В своём объёмном труде «Eesti rahvakultuur» (1998 & 2008) (соредактор Эль Вундер) Вийрес обновил и расширил исследования, представленные Манниненом в его энциклопедии эстонской культуры «Etnografiline sõnastik» (1925) и справочнике по эстонской материальной культуре «Die Sachkultur Estlands» (1932). Вийрес был также вдохновлён изданной в Финляндии книгой «Viron perinekulttuuri», о чём он сказал в предисловии к своей книге.
Вийрес также широко применял метод «слова и вещи».
Помимо книг, статей, отчётов и рецензий, Антс Вийрес публиковал также стихи. Переводил с финского, русского, немецкого, английского, польского, китайского и турецкого языков, таких авторов как Пушкин, Эйно Лейно, Ду Фу и других.
С 1955 года активно участвовал в научных исследованиях, проводимых Академией наук СССР в Москве, часто сотрудничая с Натальей Шлыгиной, старшим научным сотрудником. Оба они были членами Финско-советского комитета по научно-техническому сотрудничеству, который организовывал научные конференции, экспедиции и другие проекты. Благодаря Вийресу было создано эстонское представительство по городской этнологии в рамках финско-российско-эстонского исследовательского проекта, и результатом этого стало издание работы «Повседневная жизнь и этническая принадлежность: городские семьи в Ловийса и Выру, 1988‒1991» в журнале Studia Fennica. Также участвовал в организации 3-го Международного Конгресса финно-угроведов в Тарту в 1970 году. В 1974 году впервые посетил Финляндию, где провёл серию лекций в университетах Хельсинки, Турку, Оулу и Йювяскюля.
Вийрес был исследователем c международным признанием. В 1980 году получил почётное докторское звание от Московского университета, а в 1982 году — от Хельсинкского университета. В 1989 году присоединился к Королевской академии Густава Адольфа. В Финляндии был членом Финно-угорского общества (с 1963 года), общества «Калевала» (с 1964 года), Финского антикварного общества (с 1970 года) и Общества финской литературы (с 1981 года). В Венгрии получил почётное членство в Этнологическом обществе. В 1996 году за свои этнографические исследования в Эстонии Вийрес был удостоен ордена Государственного герба Эстонии 4-й степени. Будучи ведущей фигурой этнологических исследований в Эстонии, также внёс значительный вклад в качестве координатора этнологических исследований и научного руководителя докторантов. Из личных качеств Вийреса этнографиня Ильдико Лехтинен отмечает трудолюбие, разносторонние языковые навыки и оптимистический взгляд на жизнь.

## Награды и премии
- 1996 — Орден Государственного герба 4 класса
- 1998 — Специальная стипендия Фонда национальной культуры Эстонии[эст.]
- 2002 — Ежегодная премия Целевого капитала народной культуры фонда «Капитал культуры Эстонии»[эст.]
- 2003 — Ежегодная премия Целевого капитала народной культуры фонда «Капитал культуры Эстонии»
- 2004 — Национальная культурная премия имени Якоба Хурта[эст.]
- 2005 — Почётный доктор Тартуского университета[эст.]
- 2007 — Культурная премия Эстонской республики[эст.] (совместно с Антсом Хейном[эст.], Раймо Пуллатом[эст.] и Иваром Леймусом[эст.])
- 2009 — Премия национальной мысли[эст.]